# Chiesa di San Floriano (Tramonti di Sopra)
La chiesa di San Floriano è la parrocchiale di Tramonti di Sopra, in provincia di Pordenone e diocesi di Concordia-Pordenone; fa parte della forania di Maniago.

## Storia
Stando a quanto è riportato dal Catapan, a Tramonti di Sopra esisteva una chiesa già nel Quattrocento; dalla relazione della visita del 1584 del vescovo di Parenzo Cesare Nores s'apprende che tale chiesa, che era dotata di un altare consacrato, era dipendente dalla pieve di Tramonti di Sotto.
La chiesa venne riedificata nel 1625 e subì un rifacimento nel 1668; il 2 gennaio 1670 fu eretta a parrocchiale con decreto del vescovo di Concordia Agostino Premoli.

L'edificio venne completamente restaurato nel 1861; in quell'occasione fu realizzato il controsoffitto.
Nel 2004 la torre campanaria subì un intervento di ristrutturazione.

## Descrizione

### Esterno
La chiesa parrocchiale di Tramonti di Sopra sorge fuori dal paese.
La facciata dell'edificio, rivolta a sudovest, presenta il portale timpanato, sopra il quale c'è una finestra circolare con una vetrata realizzata da Pierino Sam.

### Interno
L'interno, che è in stile neoclassico, è costituito da una sola navata; opere di pregio qui conservate sono gli affreschi del 1939 eseguiti da Gino Marchetot, il barocco altare maggiore, costruito con marmi policromi e ai lati del quale vi sono due statue ritraenti San Domenico e San Floriano, gli altari laterali, impreziositi dalla statua della Beata Vergine del Rosario, da un paliotto avente una raffigurazione della Vergine Maria e uno San Rocco e il pulpito, risalente al Seicento.